# Rekhasim
Rekhasim (hebreiska: רכסים) är en ort i Israel.   Den ligger i distriktet Haifa, i den norra delen av landet. Rekhasim ligger 43 meter över havet och antalet invånare är 8 513.
Terrängen runt Rekhasim är platt åt nordost, men åt sydväst är den kuperad. Runt Rekhasim är det ganska tätbefolkat, med 80 invånare per kvadratkilometer. Närmaste större samhälle är Haifa, 12,9 km nordväst om Rekhasim. Trakten runt Rekhasim består till största delen av jordbruksmark.